# نيريد (قمر)
نيريد هو ثالث أكبر قمر لنبتون . وهو القمر الثاني لنبتون الذي تم اكتشافه عن طريق جيرارد كايبر في عام 1949.

## الاكتشاف والتسمية
تم اكتشاف نيريد في 1 مايو عام 1949 من قبل جيرارد كايبر على لوحات الصور الفوتوغرافية التقطت بواسطة مقراب 82 بوصة في مرصد ماكدونالد. واقترح الاسم في تقرير اكتشافه. وتم تسميته على اسم النيريدات ،حوريات البحر من الأساطير اليونانية وخدمة الإله نبتون. لقد كان القمر الثاني والأخير لكوكب نبتون الذي تم اكتشافه قبل وصول فوياجر 2 (من دون حساب احتجاب رصد مرة واحدة وتم بواسطة القمر لاريسا في عام 1981).

## المدار والدوران
نيريد يدور حول نبتون في اتجاه معاكس في مسافة متوسطة تبلغ 5513400 كم (3425900 ميل)، ولكن انحراف مدارة العالي ( 0.7507 درجة ) يأخذة إلى الحضيض بمسافة تقدر بحوالي 1372000 كم (853,000 ميل) وأبعد مسافة ممكنة تقدر بحوالى 9655000 كم (5999000 ميل). يشير هذا المدار الغير عادي أنه قد يكون إما كويكب أو جسم من حزام كايبر، أو أنه كان قمرا داخليا في الماضي إضطرب مدارة أثناء التقاط أكبر أقمار نبتون تريتون.
في عام 1991، تم تحديد فترة دوران نيريد التي تقدر بحوالي 13.6 ساعة عن طريق تحليل منحنى الضوء الخاص به. في عام 2003، تم قياس فترة دوران أخرى تقدر بحوالى 11.52 ± 0.14 ساعة. غير أن هذا القرار فيه أخذ ورد وفشل باحثون آخرون في معايرة الفترة المدارية في المنحنى الضوئي لنيريد استناداً إلى الرصد الأرضي.

## الخصائص الفيزيائية
نيريد هو ثالث أكبر قمر لنيبتون ومتوسط نصف قطره حوالي170كم (110ميل). نوعا ما إنه كبير بالنسبة لقمر غير نظامي. وشكل نيريد مجهول.
في عام 1987 كشفت بعض الملاحظات الضوئية لنيريد اختلافات كبيرة (بمقدار 1 ~ لقدر) تغير سطوعه، الذي يمكن أن يحدث خلال سنوات وأشهر، ولكن في بعض الأحيان بعد أكثر من بضعة أيام. وتستمر حتى بعد تصحيح آثار المسافة والطور. من ناحية أخرى، ليس كل علماء الفلك الذين رصدو نيريد قد لاحظوا هذه الاختلافات. وهذا يعني أنها قد تكون فوضوية جدا. حتى الآن لا يوجد أي تفسير مقبول للاختلافات، ولكن، إذا كانت موجودة، من المرجح أنها تتعلق بدوران نيريد.دوران نيريد يمكن أن يكون إما في حالة مبادرة قسرية أو حتى دوران فوضى (مثل هايبريون) بسبب مدارة الإهليجي للغاية.
يبدو طيف نيريد حيادي اللون وجليد الماء اكتشاف على سطحه. ويبدو طيفه وسيطا بين أقمار أورانوس تيتانيا وأومبريل، مما يوحي بأن سطح نيريد يتكون من خليط جليد الماء وبعض المواد الطيفية المحايدة. يختلف الطيف اختلافا ملحوظا عن الكواكب الصغيرة في النظام الشمسي الخارجي، القنطور 5145 فولوس، شيرون 2060 و10199 تشاريكلو، مما يشير إلى أن نيريد شكلت حول نبتون بدلا من أن يكون جسما مأسورا.
هاليمدي، الذي يمتلك ألوان مماثلة، قد يكون جزءا من نيريد أنفصل عنة خلال حدث تصادم.

## الاستكشاف
فوياجر 2 هي المركبة الفضائية الوحيدة التي زارت نيريد، التي مرت على مسافة 4,700،000 كم (2,900،000 ميل) ما بين 20 أبريل و 19 أغسطس عام 1989. فوياجر 2 تمكنت من الحصول على 83 صورة بواسطة مراقبة دقيقة على بعد 70 كم (43 ميل) إلى 800 كم (500 ميل). قبل وصول فوياجر 2، ملاحظات نيريد اقتصرت على المراقبة الأرضية التي يمكن أن تنشئ فقط سطوعه الحقيقي وعناصرة المدارية. على الرغم من أن الصور التي حصلت عليها مركبة (فوياجر 2) ليس لديها مستوى دقة قوي بما فيه الكفاية كي تسمح بتميز سمات السطح، ومركبة (فوياجر 2) كانت قادرة على قياس حجم نيريد ووجدت أنه كان رمادي اللون، ولديه بياض أعلى من الأقمار الصغيرة الأخرى لنبتون .

## في الخيال
في كتاب الخيال العلمي للاري نيفن (Ringworld)، يوصف نيريد بأنه كان مستأجر من قبل الغرباء «قبل خمسة قرون». ويعتقد بطل الرواية لويس وو أن الغرباء تطوروا على قمر غازي عملاق مماثل لنيريد.